# Ville d'importance de sujet fédéral
Ne doit pas être confondu avec Ville d'importance fédérale.
Une ville d'importance de sujet fédéral est une division administrative d'un sujet fédéral de Russie qui a le même statut qu'un raïon mais qui est organisée autour d'une grande ville ; occasionnellement avec les territoires ruraux environnants. Trois catégories principales se distinguent :
- Ville d'importance de kraï (en russe : Город краевого значения) dans les kraïs ;
- Ville d'importance de république (en russe : Город республиканского значения) dans les républiques ;
- Ville d'importance d'oblast (en russe : Город областного значения) dans les oblasts :

Cette catégorie comprend généralement les centres administratifs des sujets, ainsi que les grands centres de raïons. Dans un certain nombre de cas, certaines communes urbaines et certains établissement ruraux (principalement les ZATO) ont le même statut, égal aux raïons. Dans le cadre de la structure municipale, ces villes (et certaines communes urbaines) forment en règle générale des okrougs urbains indépendants, qui ne font pas partie des raïons municipaux.

## Liste des dénominations
| Dénomination française                                  | Dénomination russe                                            | Dans le sujet fédéral | Type de sujet     |
| ------------------------------------------------------- | ------------------------------------------------------------- | --- | ----------------- |
| Entité administrative-territoriale à statut particulier | административно-территориальное образование с особым статусом | en République de Kalmoukie | République        |
| Ville                                                   | город                                                         | les républiques du Daghestan, de Kalmoukie et de Khakassie | République        |
| Ville d'importance de république                        | город республиканского значения                               | République de Bachkirie, République de Bouriatie, République tchétchène, République de Tchouvachie, République de Crimée, République d'Ingouchie, République de Kabardino-Balkarie, République de Karachaïevo-Tcherkessie, République de Carélie, République des Komis, République des Maris, République de Mordovie, République du Tatarstan et République d'Oudmourtie | République        |
| Ville sous juridiction de la république                 | город республиканского подчинения                             | la République de Sakha et l'Ossétie du Nord-Alanie | République        |
| Ville sous juridiction de la république (okroug urbain) | город республиканского подчинения (городской округ)           | la République de Touva | République        |
| Formation administrative-territoriale fermée            | закрытое административно-территориальное образование          | la République du Bachkortostan | République        |
| Okroug urbain de république                             | республиканский городской округ                               | la République d'Adyguée | République        |
| Okroug urbain                                           | городской округ                                               | la République de l'Altaï | République        |
| Ville                                                   | город                                                         | Kraï de Krasnodar | Kraï              |
| Ville d'importance de kraï                              | город краевого значения                                       | Kraïs de l'Altaï, de Khabarovsk, de Stravropol et de Perm | Kraï              |
| Ville sous la juridiction du kraï                       | город краевого подчинения                                     | Kraï du Kamtchatka et du Primorié | Kraï              |
| Formation administrative-territoriale fermée            | закрытое административно-территориальное образование          | Kraïs de l'Altaï, de Krasnoïarsk et de Perm | Kraï              |
| Ville de kraï                                           | краевой город                                                 | Kraï de Krasnoïarsk | Kraï              |
| Ville                                                   | город                                                         | Oblasts de Tcheliabinsk, Irkoutsk, Ivanovo, Kalouga, Kirov, Mourmansk, Novossibirsk, Orenbourg, Pskov, Sverdlovsk, Tioumen et Vladimir | oblast            |
| Ville d'importance d'oblast                             | город областного значения                                     | Oblasts d'Arkhangelsk, Astrakhan, Belgorod, Kaliningrad, Kostroma, Koursk, Magadan, Nijni Novgorod, Novgorod, Omsk , Orel, Penza, Riazan, Sakhaline, Samara, Saratov, Tambov, Oulianovsk, Volgograd, Vologda et Iaroslavl | oblast            |
| Ville sous la juridiction de l'oblast                   | город областного подчинения                                   | Oblasts de Kemerovo, Kourgan, Lipetsk, Moscou, Tomsk et Toula | oblast            |
| Ville avec le territoire juridictionnel                 | город с подведомственной территорией                          | Oblast de Mourmansk | oblast            |
| Formation administrative-territoriale fermée            | закрытое административно-территориальное образование          | Oblasts d'Astrakhan, Kirov, Moscou, Mourmansk, Orenbourg, Saratov, Sverdlovsk et Vladimir | oblast            |
| Formation municipale avec statut d'okroug urbain        | муниципальное образование со статусом городского округа       | Oblast de Léningrad | oblast            |
| Okroug                                                  | округ                                                         | Oblast de Tver | oblast            |
| Okroug administratif urbain/ville d'importance d'oblast | городской административный округ/город областного значения    | Oblast de Briansk | oblast            |
| Commune urbaine d'importance d'oblast                   | посёлок городского типа областного значения                   | Oblasts de Tcheliabinsk et de Kaliningrad | oblast            |
| Commune urbain sous juridiction de l'ooblast            | посёлок городского типа областного подчинения                 | Oblast de Kemerovo | oblast            |
| Okroug urbain                                           | городской округ                                               | Oblast de l'Amour, oblast de Rostov, oblast Smolensk et l'oblast de Voronej | oblast            |
| Ville d'importance district                             | город окружного значения                                      | Districts autonomes de Tchoukotka, Khantys-Mansis, Nénétsie et Iamalie | District autonome |
| Ville d'importance d'oblast                             | город областного значения                                     | Oblast autonome juif | Oblast autonome   |